# Stepanivka (Cuialnic), Bârzula
Stepanovca (în ucraineană Степанівка, transliterat: Stepanivka) este un sat în comuna Cuialnic din raionul Bârzula, regiunea Odesa, Ucraina.

## Demografie
Componența lingvistică a localității Stepanovca
     Ucraineană (52,63%)
     Română (42,11%)
     Rusă (5,26%)
Conform recensământului din 2001, majoritatea populației localității Stepanovca era vorbitoare de ucraineană (52,63%), existând în minoritate și vorbitori de română (42,11%) și rusă (5,26%).